# Weingartsmühle
Weingartsmühle (fränkisch: Wengadsmühl) ist ein Gemeindeteil des Marktes Geiselwind im unterfränkischen Landkreis Kitzingen. Weingartsmühle liegt in der Gemarkung Geiselwind.

## Geografische Lage
Die Einöde ist heute Haus Nr. 33 der Schlüsselfelder Straße (= Staatsstraße 2260). Sie liegt auf freier Flur an der Ebrach. Im Norden steigt das Gelände zum Krackenberg (398 m ü. NHN) an, einer Erhebung des Steigerwaldes. Die St 2260 führt nach Hutzelmühle (1,8 km östlich) bzw. nach Geiselwind (1,2 km westlich).

## Geschichte
Der Name der Mühle verweist auf die ehemalige Siedlung, die sich in unmittelbarer Nähe der Mühle befand. Erstmals erwähnt wurde die Anlage im Jahr 1506. In einem Zinsbuch der Fürsten zu Schwarzenberg wurden Wiesen bei der „Muel zu Weingarten“ erwähnt. Wahrscheinlich hatten die Grafen zu Castell die Mühle als Lehen an die Fürsten vergeben. Gegen 1590 wurde die Anlage auch im Lehenbuch der Grafen neben Weingarten als „Weingarttsmühl“ genannt. Damals saß die Witwe des Müllers Georg Geyer dort.
Im Jahr 1595 ist Barthel Simmer als „Weingardts Müller“ nachweisbar. Er vermachte die Mühle wohl an seinen Sohn Hans Singer, der 1610 im Pfarrbuch von St. Burkard zu Geiselwind erscheint. Im 17. Jahrhundert wechselten die  Müller dann häufig. Bis 1703 sind Hans Stür, Wolf Stier, Lorenz Heymann, Daniel Rothmüller, Hans König, Johannes Dunckel und Fredrich Schmeer in den Quellen zu finden. Alle arbeiteten für die Herren von Schwarzenberg.
Das Geiselwinder Pfarrbuch verzeichnet für das Jahr 1710 Johann Konrad Martin als Paten. Er saß auf der „Obern Weingartsmühl“. Die Lagebezeichnung war wichtig geworden, weil in der Nähe eine weitere Mühle, die Untere Weingartsmühle, entstanden war. 1723 tauchte die Mühle als „Wengertsmühl“ neuerlich in den Quellen auf. 1734 war Johann Jakob Müller auf der Weingartsmühle.
In der zweiten Hälfte des 18. Jahrhunderts wurde das Anwesen von der Familie Krimmenau bewohnt. Insgesamt sechs Generationen der Familie sind als Besitzer der Mühle nachgewiesen. So lebten die Müller Sebastian, Johann, Josef, Christoph, Jakob und Johann Krimmenau in der Weingartsmühle. Die Weingartsmühle war lange Zeit eine bedeutende Wassermühle an der Reichen Ebrach und nachweislich bis 1965 in Betrieb.
Mit dem Gemeindeedikt (frühes 19. Jahrhundert) wurde Weingartsmühle dem Steuerdistrikt Geiselwind und der Ruralgemeinde Geiselwind zugeordnet.
Ende des 19. Jahrhunderts übernahm mit Kaspar Stöckinger eine neue Familie die Anlage. Die Stöckinger richteten in der Mühle neben dem Mahlwerk auch ein Schneidwerk ein und nutzten die Kraft des Wassers auch für eine Sägemühle. Hierzu grub man einen 1,2 km langen Mühlbach, der jährlich gereinigt werden musste. Nach Kaspar übernahm Georg Stöckinger die Mühle und führte sie weiter. Georg verstarb im Jahr 1944.
Im Jahr 1950 heiratete der aus der Rhön stammende Müller Edmund Mauer in die Familie Stöckinger ein. Er betrieb weiterhin die Landwirtschaft, die Säge- und die Getreidemühle. Im Jahr 1965 wurde der Mühlbetrieb eingestellt, die Säge wurde 1966 abgebaut. 1970 ließ man einen Generator einbauen, die der Weingartsmühle bis 1992 eine unabhängige Stromversorgung sicherte. Heute ist das Anwesen im Besitz von Alfred Mauer und seiner Frau Rita, geborene Kreußer.

### Ehemaliges Baudenkmal
- Ehemalige Mühle. Erdgeschossiger verputzter Massivbau mit Halbmansarddach auf profiliertem hölzernem Traufgesims, erbaut in der zweiten Hälfte des 18. Jahrhunderts. Fünf zu drei Achsen. Mitteltür an der Traufseite zum Hof: Hausteinrahmen mit Oberlicht, über einer zehnstufigen Treppe senkrecht zur Wand, welche die Höhe des Kellergeschosses (mit Fenster und rundbogigen Eingang) überwindet. Im Dach vier Schleppgaupen, davon zwei mit gekoppelten Fenstern. Am Stall Schlussstein im Türsturz, bezeichnet „MS / 1833“.[12]

### Einwohnerentwicklung
| Jahr      | 001818 | 001840 | 001861 | 001871 | 001885 | 001900 | 001925 | 001950 | 001961 | 001970 | 001987 |
| Einwohner | 5      | 14     | 8      | 9      | 6      | 7      | 8      | 10     | 7      | 5      | 3      |
| Häuser    | 1      | 3      |        |        | 1      | 1      | 1      | 1      | 1      |        | 1      |
| Quelle    | [ 8 ]  | [ 14 ] | [ 15 ] | [ 16 ] | [ 17 ] | [ 18 ] | [ 19 ] | [ 20 ] | [ 21 ] | [ 1 ]  | [ 22 ] |

## Sagen

### Der kopflose Reiter
Einer der Müller der Weingartsmühle schickte seine Magd und seinen Knecht vor das Haus und sagte dann zu ihnen: „Schaut einmal gerade aus gegen den Krackenberg, seht ihr da droben am Berg nichts?“ Beide verneinten. Der Müller erklärte ihnen, dass ein Reiter den Berg heraufreite. Beide, Reiter und Pferd, wären ohne Kopf und ritten im Mondschein hier entlang. Die Magd und der Knecht konnten nichts erkennen und so führte der Müller beide nach oben.
Als sie auf dem Berg angekommen waren und den Reiter eingeholt hatten, sagte der Müller plötzlich: „Da, neben uns, reitet der Reiter auf seinem Pferd vorbei.“ Die Magd und der Knecht erkannten aber wiederum gar nichts. Der Müller erkannte die Gestalt aber, weil er ein sogenanntes Siebenmonatskind war. Eine weitere Sage siedelt den kopflosen Reiter in der Umgebung des Krackenberges an. Er soll den Berg in der Nacht umrunden und einen Wiesengrund als Weg benutzen.

### Das Schloss Weingart
In der Nähe der Waldabteilung Krackenberg war in Richtung Geiselwind vor langer Zeit ein Schloss zu finden. Es soll den Herren von Weingart gehört haben. Als das Schloss lange untergegangen war, gruben einige Dorfbewohner nach Schätzen. Als sie schon sehr lange gegraben hatten, stießen sie auf eine Treppe. Sie ruhten einen Tag aus und kehrten am nächsten Tag zurück, um weiter zu graben. Sie erreichten den Wald, aber alles ausgegrabene war wieder eingefallen.

## Religion
Weingartsmühle ist römisch-katholisch geprägt und bis heute nach St. Burkard (Geiselwind) gepfarrt.